# سینتا پرز
سینتا پرز (انگلیسی: Cinta Pérez؛ زادهٔ ۱۷ فوریهٔ ۱۹۸۵) بازیکن فوتبال اهل اسپانیا است.